# Michael Applebaum

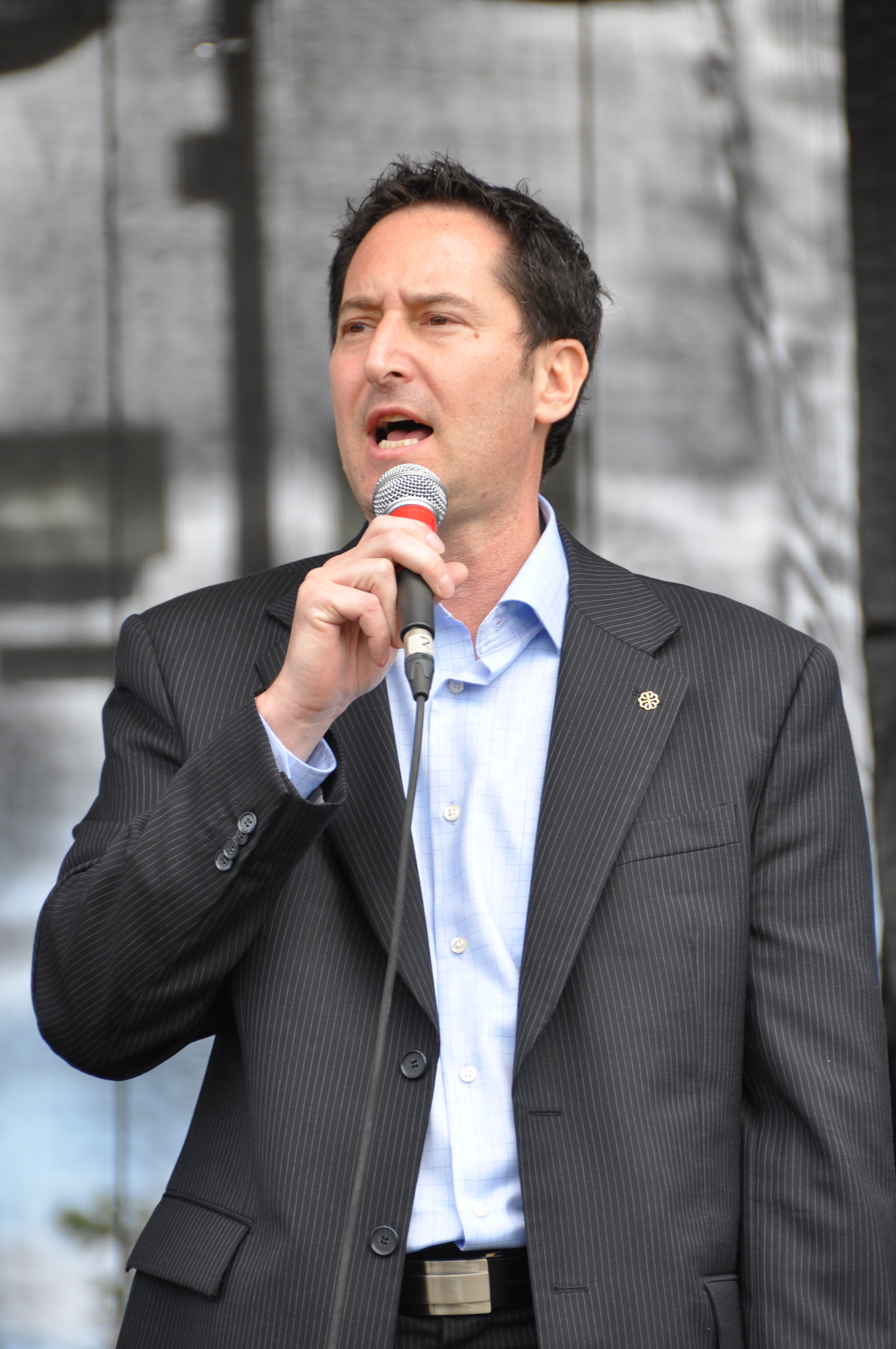
Michael Applebaum (2009)

Michael Applebaum (* 10. Februar 1963 in Montreal) ist ein kanadischer Politiker und Unternehmer. Er war ab 1994 Mitglied des Stadtrates von Montreal. Ab November 2012 amtierte er als interimistischer Bürgermeister, bis er im Juni 2013 wie sein Vorgänger wegen Korruptionsvorwürfen zurücktreten musste.

## Biografie
Applebaum wuchs im damals noch eigenständigen Vorort Saint-Laurent auf. Er arbeitete im Schuhgeschäft seiner Eltern und eröffnete als 18-Jähriger seine erste Kleiderboutique, als er am Dawson College studierte. Später übernahm er das Schuhgeschäft und wurde Immobilienmakler. Er hat enge Bindungen zur jüdischen Gemeinschaft der Stadt und unterstützt öffentlich die Politik Israels. 1994 kandidierte er für die lokale Gruppierung Parti des Montréalais bei den Stadtratswahlen und wurde im Wahlkreis Notre-Dame-de-Grâce gewählt. Nach der Auflösung der Partei im Jahr 1995 blieb er als Unabhängiger politisch aktiv. Von 2002 bis 2012 amtierte er zusätzlich als Bürgermeister des Stadtbezirks Côte-des-Neiges–Notre-Dame-de-Grâce.
Im Januar 2009 wurde Applebaum von Gérald Tremblay in die Stadtexekutive berufen. Er trat der lokalen Partei Union Montréal bei und war für den Bereich Sport und Freizeit zuständig. Als Tremblay am 5. November 2012 wegen Korruptionsvorwürfen zurücktrat, galt Applebaum als aussichtsreicher Anwärter für die Nomination zum Kandidaten der Union Montréal. Die Wahl der Partei fiel jedoch auf Richard Deschamps, angeblich wegen ungenügender Französischkenntnisse. Applebaum trat umgehend aus der Partei aus und kandidierte als Unabhängiger. Am 16. November 2012 wählte ihn der Stadtrat zum interimistischen Bürgermeister, wobei er sich mit 31 zu 29 Stimmen durchsetzte. Applebaum war somit der erste anglophone Bürgermeister seit Henry Archer Ekers im Jahr 1908 und der erste Jude in diesem Amt. Er gab bekannt, er werde nicht zu den Bürgermeisterwahlen im November 2013 antreten.
Am 17. Juni 2013 verhaftete die Anti-Korruptions-Einheit UPAC Applebaum in dessen Wohnung. Ihm wurden 14 Anklagepunkte zur Last gelegt, darunter Betrug, Verschwörung, Vertrauensbruch und Korruption in städtischen Angelegenheiten. Die ihm zur Last gelegten Vergehen standen im Zusammenhang mit Bauprojekten in den Jahren 2006 bis 2011, als er Stadtbezirksbürgermeister war. Am darauf folgenden Tag gab Applebaum seinen Rücktritt als Bürgermeister bekannt, wobei er betonte, die gegen ihn erhobenen Vorwürfe entbehrten jeglicher Grundlage. Im Oktober 2013 aufgetauchte Dokumente belegten, dass die Korruptionsfälle bis ins Jahr 2002 zurückreichen.
Applebaum wurde in acht von 14 Anklagepunkten schuldig gesprochen und am 30. März 2017 zu einer Freiheitsstrafe von drei Jahren (davon zwei Jahre auf Bewährung) verurteilt.